# 10022 Zubov
A 10022 Zubov (ideiglenes jelöléssel 1979 SU2) a Naprendszer kisbolygóövében található aszteroida. Nyikolaj Sztyepanovics Csernih fedezte fel 1979. szeptember 22-én.